# Kruiskapel (Eksaarde)

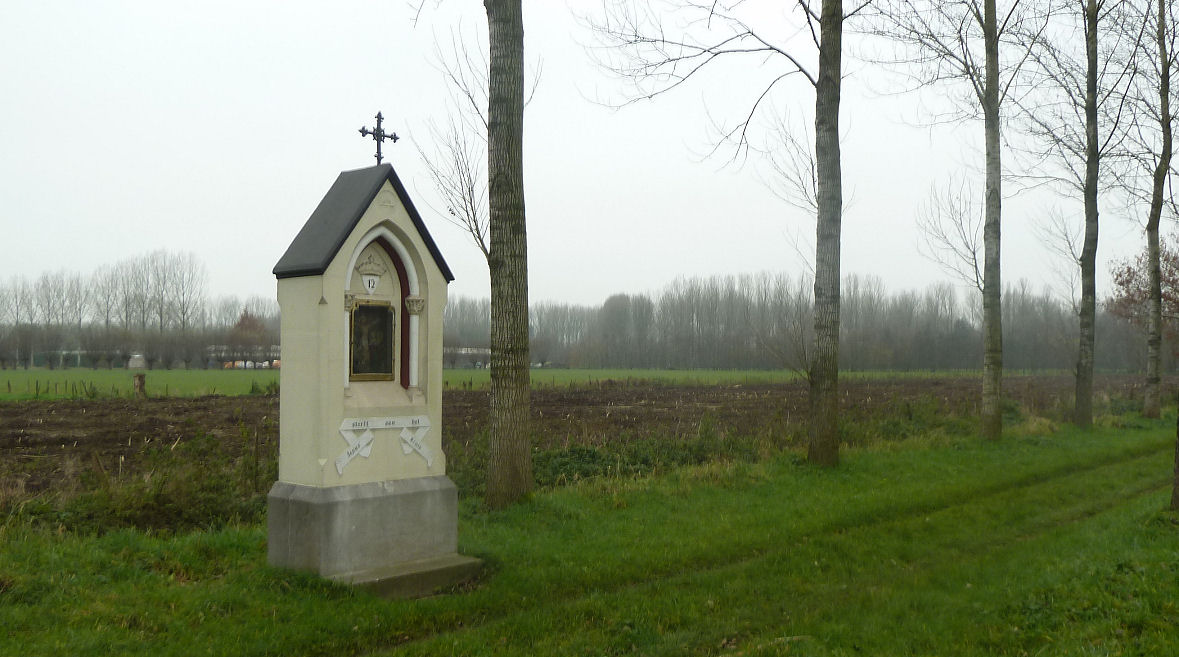
Kruiswegkapelletje

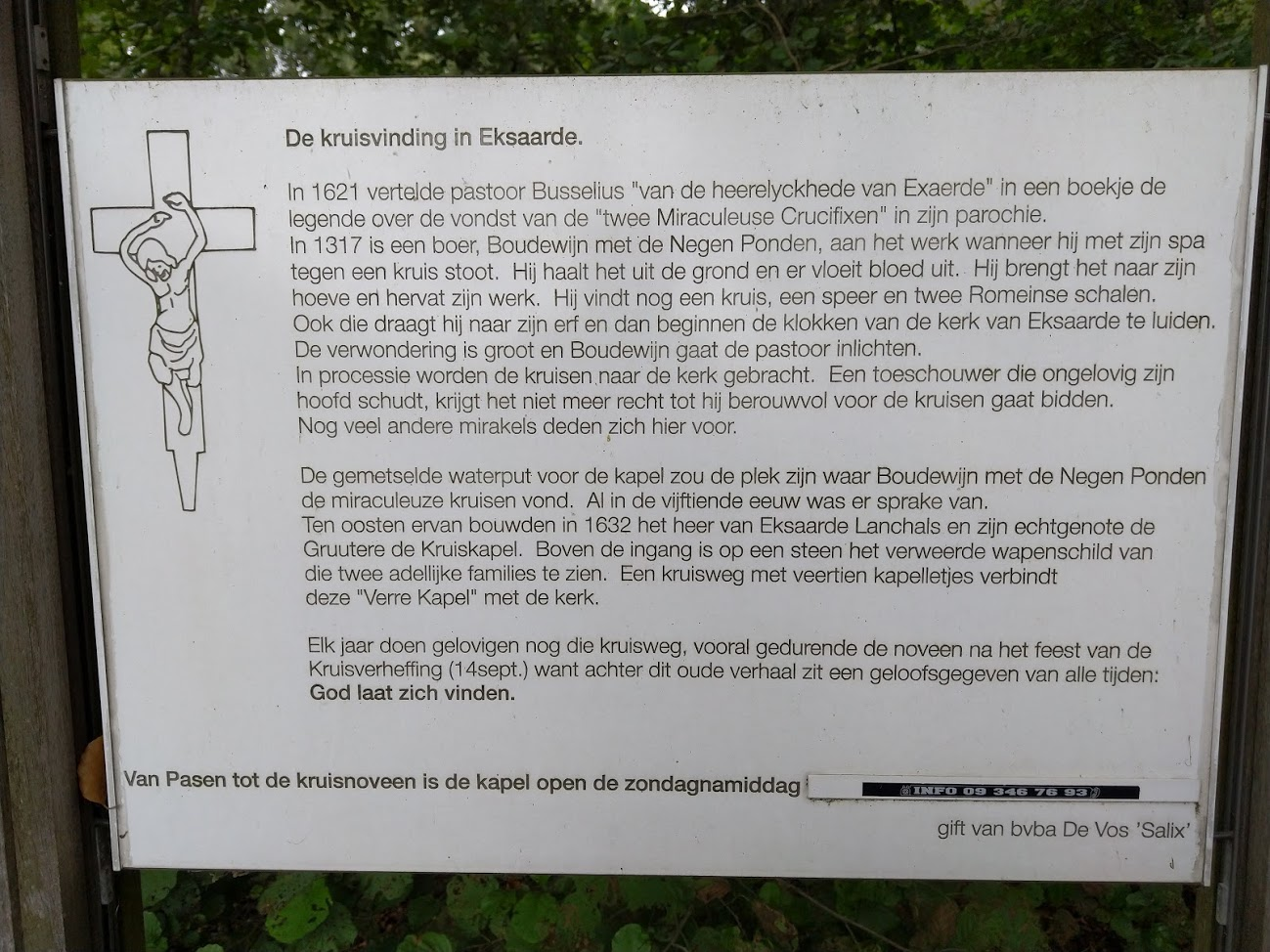
Kruiskapel tekstbord

De Kruiskapel of bedevaartkapel van het H. Kruis is een kapel in Eksaarde in de Belgische provincie Oost-Vlaanderen, gelegen op de rechteroever van een gedempt stuk van de Durme. Ze is omringd door rode beuken en werd gebouwd (of herbouwd) in 1632 op de plaats waar volgens de overlevering in 1317 twee miraculeuze kruisbeelden werden gevonden. De gemetselde put in de nabijheid van de Kruiskapel geeft de exacte plaats van de kruisen aan waar ze destijds door Boudewijn met de Negen Ponden werden opgegraven. Het ene kruis wordt bewaard in de kerk van Eksaarde, het andere in de Kruiskapel. De parochiekerk en de Kruiskapel zijn symbolisch verbonden door een kruisweg met 14 statiekapelletjes. De kruisweg is 2 km lang en werd in 1877-1878 aangelegd.
Tot het meubilair behoren een fragment van een communiebank uit de 17e eeuw en een altaar uit de 18e eeuw.